# Scottish Professional Championship 1953
Die Scottish Professional Championship 1953 war ein professionelles Snookerturnier zur Ermittlung des schottischen Profimeisters, das am 20. und 21. März 1953 im Union Club im schottischen Glasgow ausgetragen wurde. Mangels Teilnehmern bestand es nur aus dem Duell zwischen Titelverteidiger Harry Stokes und Eddie Brown. Das Spiel wurde im Modus Best of 21 Frames ausgetragen. Stokes setzte sich am Ende mit 11:8 durch und gewann somit seinen dritten Titel. Damit zog er mit Rekordsieger R. C. T. Martin gleich.
| Finale: Best of 21 Frames Union Club, Glasgow, Schottland, 20. und 21. März 1953 |                |             |
| Harry Stokes                                                                     | 11:8           | Eddie Brown |
| Die Ergebnisse der einzelnen Frames sind unbekannt.                              |                |             |
| –                                                                                | Höchstes Break | –           |
| –                                                                                | Century-Breaks | –           |
| –                                                                                | 50+-Breaks     | –           |